# Pagyda pulverulenta
Pagyda pulverulenta is een vlinder uit de familie van de grasmotten (Crambidae), uit de onderfamilie van de Pyraustinae. De wetenschappelijke naam van deze soort is voor het eerst voorgesteld door Charles Swinhoe in een publicatie uit 1901.
De soort komt voor in India (Meghalaya).